# Suối Bau
Suối Bau là một xã thuộc huyện Phù Yên, tỉnh Sơn La, Việt Nam.
Xã có diện tích 42,32 km², dân số năm 1999 là 1.884 người, mật độ dân số đạt 45 người/km².